# 대한민국 정보통신부
정보통신부(情報通信部, Ministry of Information and Communication)는 국가사회 정보화 정책의 수립 및 종합 조정, 초고속 정보통신망의 구축 및 정보 보호, 통신사업자 허가 육성, 전파 방송에 관한 정책의 수립 및 관리, 우편·우체국 금융 사업에 관한 정책의 수립 추진 등의 일을 수행하는 대한민국의 옛 중앙행정기관이다. 1994년 12월 23일 체신부를 개편하여 발족하였으며 2008년 2월 28일 폐지되었다. 소관 업무는 행정안전부, 문화체육관광부, 지식경제부, 방송통신위원회로 이관되었다.

## 설치 근거 및 소관 업무
- 정부조직법 [법률 제4831호, 1994.12.23 일부개정] 제29조 및 제38조[2]
- 정보통신부와 그 소속 기관직제 [대통령령 제14445호, 1994.12.23 일부개정] 제3조[3]

## 연혁
- 1994년 12월 23일 - 체신부를 폐지하고 정보통신부를 신설.
- 2008년 2월 28일 - 정보통신부를 폐지.

### 역대 로고

1994년부터 2003년까지 사용된 정보통신부 로고
2003년부터 2008년까지 사용된 정보통신부 로고

## 조직
| - 감사관 ( 1994.12 ~ 2008.02 ) - 강원체신청 ( 1994.12 ~ 1999.05 ) - 경북체신청 ( 1994.12 ~ 1999.05 ) - 공보관 ( 1994.12 ~ 2005.04 ) - 국제협력관 ( 1996.06 ~ 2004.05 ) - 기획관리실 ( 1994.12 ~ 2005.04 ) - 미래정보전략본부 ( 2006.04 ~ 2008.02 ) - 부산체신청 ( 1994.12 ~ 1999.05 ) - 비상계획관 ( 1994.12 ~ 1998.02 ) | - 서울체신청 ( 1994.12 ~ 1999.05 ) - 소프트웨어진흥단 ( 2006.04 ~ 2008.02 ) - 우정국 ( 1994.12 ~ 2000.07 ) - 우정사업본부 ( 2000.07 ~ 2008.02 ) - 우정사업본부 정보통신부전산관리소 ( 1999.05 ~ 2004.12 ) - 전남체신청 ( 1994.12 ~ 1999.05 ) - 전북체신청 ( 1994.12 ~ 1999.05 ) - 전파방송관리국 ( 1994.12 ~ 2004.05 ) - 전파방송기획단 ( 2006.04 ~ 2008.02 ) | - 전파방송정책국 ( 2004.05 ~ 2006.04 ) - 전파연구소 ( 1994.12 ~ 2008.02 ) - 정보보호기획단 ( 2006.04 ~ 2008.02 ) - 정보통신공무원교육원 ( 1994.12 ~ 1999.05 ) - 정보통신부전산관리소 ( 1994.12 ~ 2005.03 ) - 정보통신부전산관리소 ( 1994.12 ~ 2000.06 ) - 정보통신부조달사무소 ( 1994.12 ~ 2000.06 ) - 정보통신전략기획관 ( 2004.05 ~ 2006.04 ) - 정보통신정책국 ( 1999.05 ~ 2006.04 ) - 정보통신정책본부 ( 2006.04 ~ 2008.02 ) | - 정보통신정책실 ( 1994.12 ~ 1999.05 ) - 정보통신지원국 ( 1994.12 ~ 2002.12 ) - 정보통신진흥국 ( 2002.12 ~ 2006.04 ) - 정보통신협력국 ( 1994.12 ~ 1996.06 ) - 정보통신협력국 ( 2004.05 ~ 2006.04 ) - 정보통신협력본부 ( 2006.04 ~ 2008.02 ) - 정보화기획실 ( 1996.06 ~ 2006.04 ) - 정부통합전산센터 ( 2005.11 ~ 2008.02 ) - 정부통합전산센터추진단 ( 2004.12 ~ 2005.11 ) - 정책홍보관리본부 ( 2006.04 ~ 2008.02 ) | - 정책홍보관리실 ( 2005.04 ~ 2006.04 ) - 제주체신청 ( 1994.12 ~ 1999.05 ) - 중앙전파관리소 ( 1994.12 ~ 2008.02 ) - 체신금융국 ( 1994.12 ~ 2000.07 ) - 총무과 ( 1994.12 ~ 2006.04 ) - 총무팀 ( 2006.04 ~ 2008.02 ) - 충청체신청 ( 1994.12 ~ 1999.05 ) - 통신위원회 ( 1996.12 ~ 2008.03 ) - 통신위원회사무국 ( 1997.08 ~ 2008.02 ) - 통신전파방송정책본부 ( 2006.04 ~ 2008.02 ) |

## 역대 장·차관

### 정보통신부 장관
| 정부        | 대수 | 이름           | 임기                                | 출신지                     | 출신학교                | 비고 |
| ----------- | ---- | -------------- | ----------------------------------- | -------------------------- | ----------------------- | --- |
| 문민 정부   | 1대  | 경상현(景商鉉) | 1994년 12월 24일 ~ 1995년 12월 20일 | 경기 경성 (현 서울)        | 서울대                  | 체신부 차관&전자통신연구소장&한국전산원장                                                                 |
| 문민 정부   | 2대  | 이석채(李錫采) | 1995년 12월 21일 ~ 1996년 8월 7일   | 경북 성주                  | 보스턴 대학교           | 대통령비서실 경제수석비서관&재정경제원 차관&농림수산부 차관&KT그룹 회장                                   |
| 문민 정부   | 3대  | 강봉균(康奉均) | 1996년 8월 8일 ~ 1998년 3월 2일     | 전북 군산                  | 한양대학교              | 행정조정실장&노동부 차관&재정경제부 장관&제16·17·18대 국회의원&한국개발연구원장                           |
| 국민의 정부 | 4대  | 배순훈(裵洵勳) | 1998년 3월 3일 ~ 1998년 12월 20일   | 경기 경성 (현 서울)        | MIT                     | 국립현대미술관장&한국영상기기연구조합 이사장&대우전자 사장                                                |
| 국민의 정부 | 5대  | 남궁석(南宮晳) | 1998년 12월 21일 ~ 2000년 2월 1일   | 경기 용인                  | 고려대                  | 제16대 국회의원&국회사무총장&한국정보통신진흥협회장                                                       |
| 국민의 정부 | 6대  | 안병엽(安炳燁) | 2000년 2월 14일 ~ 2001년 3월 25일   | 경기 화성                  | 고려대                  | 한국정보통신대학교 총장&정보통신부 정보화기획실장·정보통신정책실장&정보통신부 차관&제17대 국회의원        |
| 국민의 정부 | 7대  | 양승택(梁承澤) | 2001년 3월 26일 ~ 2002년 7월 11일   | 경남 부산 (현 경남과 분리) | 브룩클린 종합기술연구소 | 한국정보통신대학원대학교 총장&한국전자통신연구원장&한국통신학회장&한국통신진흥공사 사장&한국통신기술 사장 |
| 국민의 정부 | 8대  | 이상철(李相哲) | 2002년 7월 11일 ~ 2003년 2월 27일   | 서울                       | 듀크 대학교             | 한국전기통신공사 사장&한국통신프리텔 대표이사 사장&한국산업융합협회장                                     |
| 참여 정부   | 9대  | 진대제(陳大濟) | 2003년 2월 27일 ~ 2006년 3월 22일   | 경남 의령                  | 스탠퍼드 대학교         | 국가과학기술자문회의 자문위원&광운대 교수&국비유학한림원 이사장                                           |
| 참여 정부   | 10대 | 노준형(盧俊亨) | 2006년 3월 22일 ~ 2007년 9월 3일    | 서울                       | 서울대                  | 서울과학기술대 총장&정보통신부 전파방송관리국장·정보통신정책국장·기획관리실장&정보통신부 차관             |
| 참여 정부   | 11대 | 유영환(柳英煥) | 2007년 9월 4일 ~ 2008년 2월 29일    | 서울                       | 오리건 대학교           | 정보통신부 국제협력관·정보통신정책국장&정보통신부 차관                                                    |

### 정보통신부 차관
| 정부        | 대수 | 이름           | 임기                                | 출신지                     | 출신학교            | 비고 |
| ----------- | ---- | -------------- | ----------------------------------- | -------------------------- | ------------------- | --- |
| 문민 정부   | 1대  | 이계철(李啓徹) | 1994년 12월 16일 ~ 1996년 12월 23일 | 경기 평택                  | 고려대              | 경북지방체신청장&체신부 전파관리국장·체신금융국장·기획관리실장 방송통신위원회 위원장&한국전기통신공사 사장&한국정보보호진흥원 이사장&한국전파진흥원 이사장 |
| 문민 정부   | 2대  | 박성득(朴成得) | 1996년 12월 24일 ~ 1998년 3월 8일   | 경남 진해 (현 경남 김해)   | 성균관대            | 체신부 전파관리국장·중앙전파관리소장·통신정책실장&정보통신부 기획관리실장 한국전산원장&한국정보문화진흥원 이사장&한국정보통신기술인협회장                  |
| 국민의 정부 | 3대  | 정홍식(鄭弘植) | 1998년 3월 9일 ~ 1998년 5월 29일    | 경기 인천 (현 경기와 분리) | 연세대              | 체신부 정보통신국장·전산관리소장·정보통신정책실장 |
| 국민의 정부 | 4대  | 안병엽(安炳燁) | 1998년 5월 30일 ~ 2000년 2월 13일   | 경기 화성                  | 고려대              | 한국정보통신대학교 총장&정보통신부 정보화기획실장·정보통신정책실장&정보통신부 장관&제17대 국회의원                                                         |
| 국민의 정부 | 5대  | 김동선(金東善) | 2000년 2월 14일 ~ 2002년 2월 4일    | 전북 전주                  | 연세대              | 전북지방체신청장&정보통신부 우정국장·기획관리실장&정보통신공무원교육원장                                                                                   |
| 국민의 정부 | 6대  | 김태현(金泰賢) | 2002년 2월 5일 ~ 2003년 3월 2일     | 전남 장성                  | 서울대              | 기획예산처 기획관리실장&정보통신연구진흥원장&정보통신연구기관협의회장                                                                                      |
| 참여 정부   | 7대  | 변재일(卞在一) | 2003년 3월 3일 ~ 2004년 1월 28일    | 충북 청주 (현 충북 청원)   | 펜실베이니아 대학교 | 정보통신부 정보화기획실장·기획관리실장&제17·18·19대 국회의원&국회 교육과학기술위원회 위원장                                                                |
| 참여 정부   | 8대  | 김창곤(金彰坤) | 2004년 1월 29일 ~ 2005년 1월 20일   | 충북 제천                  | 한양대              | 정보통신부 전파관리국장·정보통신지원국장·정보통신정책국장·정보화기획실장·기획관리실장&한국정보보호진흥원장                                                 |
| 참여 정부   | 9대  | 노준형(盧俊亨) | 2005년 1월 20일 ~ 2006년 3월 28일   | 서울                       | 서울대              | 서울과학기술대학교 총장&정보통신부 전파방송관리국장·정보통신정책국장·기획관리실장&정보통신부 장관                                                          |
| 참여 정부   | 10대 | 유영환(柳英煥) | 2006년 3월 28일 ~ 2007년 8월 31일   | 서울                       | 오리건 대학교       | 정보통신부 국제협력관·정보통신정책국장&정보통신부 장관 |
| 참여 정부   | 11대 | 김동수(金東洙) | 2007년 8월 31일 ~ 2008년 2월 29일   | 충북 청주                  | 위스콘신 대학교     | 강원지방체신청장&정보통신부 정보통신진흥국장·정책홍보관리본부장                                                                                            |

## 같이 보기
- 우정사업본부
- 대한민국 정부